# ピアノ・フェイズ

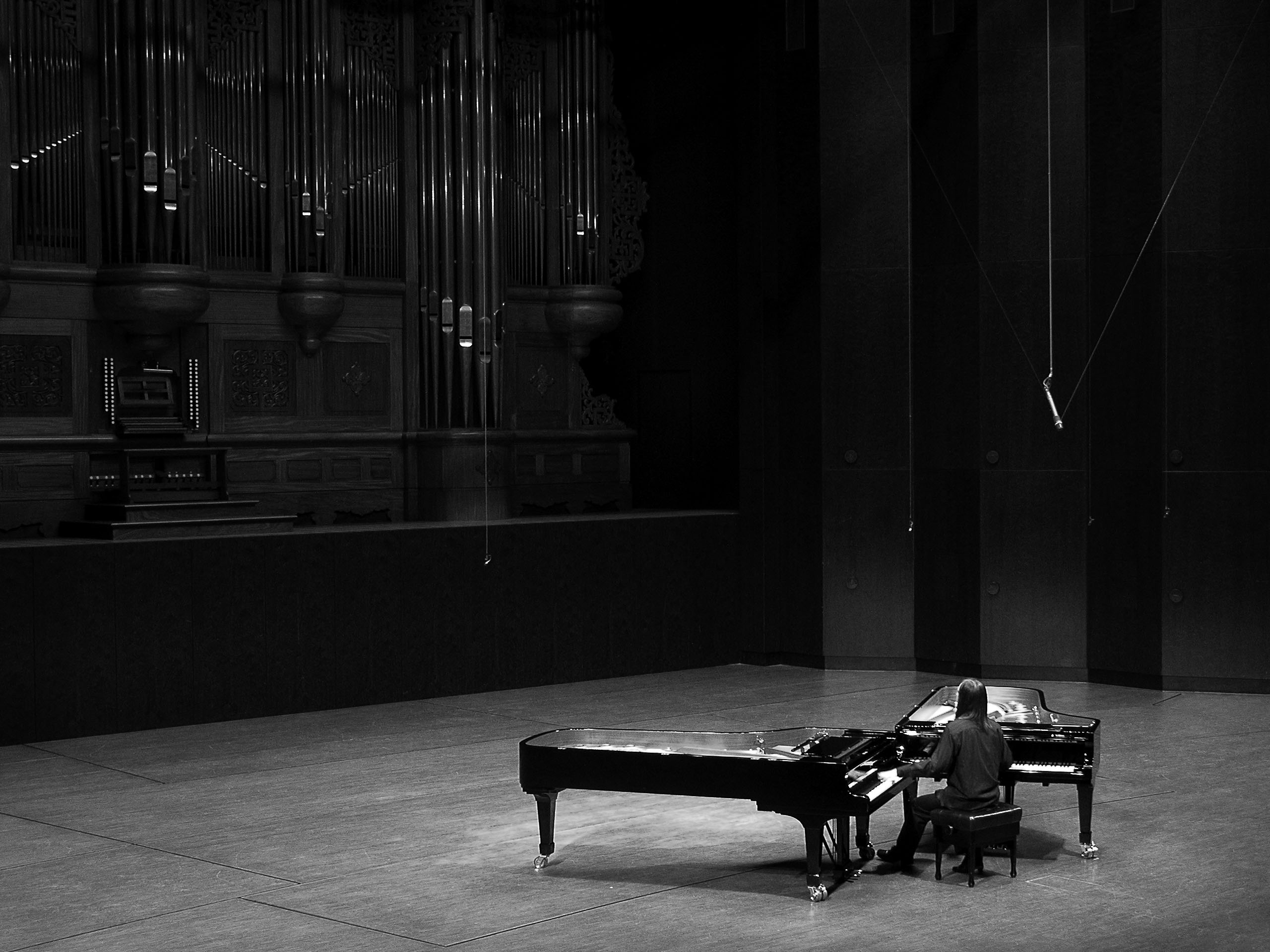
Peter Aiduによる独奏の様子

ピアノ・フェイズ（Piano Phase）は、スティーヴ・ライヒが1967年に作曲した2台のピアノのためのミニマル・ミュージックの楽曲。ライヒがフェイズ・シフティングの技法を生身の奏者に応用した作品である。フェイズ・シフティングは彼がそれまで「イッツ・ゴナ・レイン」（1965年）や「カム・アウト」（1966年）で用いていた技法である。

## 概要
ライヒのフェイズ・シフティングの楽曲は多くの場合、2つの同一の音の流れが同期して開始され、その片方がわずかに速度を上げることによって同調していた両者がずれを生じるという形で書かれている。過去にテープのみの楽曲を作曲してはいたものの、ライヒはこれらに関して「固定的過ぎる」と感じていた。また彼は既に「リード・フェイズ」（1966年）において、楽器（ソプラノ・サクソフォン）と磁気テープの組み合わせを試していた。そこで1966年の終わりの「ピアノ・フェイズ」ではこれと同じ発想に基づき、磁気テープと独奏楽器による音楽を書くことになった。
2台のピアノが手元にないわけではなかったが、ライヒは当初1人で演奏する楽曲としての作曲を行った。まず第1奏者のパートを磁気テープに録音し、12の音がずれていくように第2奏者のパートを弾いてみたのである。この実験の結果、彼は生身の奏者でも集中することで機械に代わる役割を十分果たせるという確信を得た。さらに彼にとって面白かったことは、前もって演奏内容が取り決められているこの楽曲では奏者が楽譜を見る必要がなく、もっぱら音を聞いて楽しみながら演奏するということが可能だったという点である。こうして「ピアノ・フェイズ」は、ライヒが録音と独奏楽器を組み合わせて作った最初の公式作品となった。
フェアリー・ディキンソン大学で「リード・フェイズ」の初演が行われた1967年の初頭、ライヒと友人の音楽家であるアーサー・マーフィー（Arthur Murphy）は2台のピアノの生演奏によって「ピアノ・フェイズ」を演奏してみる機会を得た。これにより、ライヒはテープという機械の助けを借りずとも、フェイズ・シフティングを完全に再現可能であることに気付いた。ライヒは様々な版を検討して、2台のピアノによる最終版に至るまでの1967年3月には、4台の電子ピアノによる「フォー・ピアノズ Four Pianos」と題した版も作成している。これは1967年3月17日にニューヨークのパーク・プレイス・ギャラリー（Park Place Gallery）において、マーフィー、ジェームズ・テニー、フィリップ・コーナーとライヒ自身によって披露されている。
ライヒはこの技法をさらに発展させ、「ヴァイオリン・フェイズ」（1967年）、「フェイズ・パターンズ」（1970年）、「ドラミング」（1971年）などの曲を生み出している。「ドラミング」は、これまでのところ彼がフェイズ・シフティングを用いた最後の作品である。
ライヒは後に2台のマリンバ用にも改変しているが、原曲より1オクターブ低い音程で演奏されるのが一般的である。

## 演奏時間
一般的な演奏では、およそ15分から20分を要する。

## 楽曲構成

### 第1の部分
最初の部分が最も長く、そして複雑な作りとなっている。2人のピアニストが12音からなる音列（E4 F♯4 B4 C♯5 D5 F♯4 E4 C♯5 B4 F♯4 D5 C♯5）を、ユニゾンで何度も繰り返して奏するところから曲が開始する。12音は3音（ミ、シ、レ）＋2音（ファ#、ド#）の2つの音の群が合わさって構成されており、これらが16分音符により一定のリズムで刻まれる。

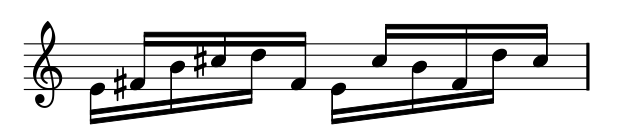
最初の12の音列

しばらくの後、一方の奏者がわずかにもう一方よりも演奏速度を上げる。そうして前者が第2音を弾くタイミングと後者が第1音を弾くタイミングが一致した段階で、再び両者は同一のテンポとなる。こうすることで、2人の奏者は完全に同じ瞬間に音を出しながらも、曲の開始時とは異なる音を弾いていることになる。この過程が繰り返される。すなわち、第1奏者が第1音を弾いている瞬間に、第2奏者が弾くのは第3音、第4音というようにずれていき、1周回ってまた両者は完全なユニゾンの状態に戻るのである。ここでいったん第2奏者は演奏を止め、第1奏者のみが元の12音の音列を弾いている状態となる。

### 第2の部分
そうすると間断なく、次は8音からなる同様の音列の演奏に切り替わり、そこに第2奏者が再び加わる。しかし、今度は両者が同時に異なる8音の音列を弾きながらの開始となる。

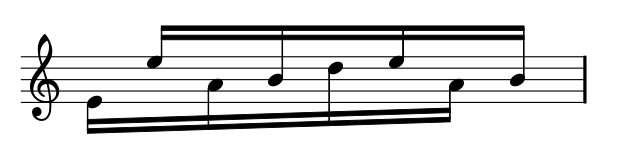
第2の部分の音列

またフェイズ・シフティングが行われていく。1周回った後、今度は第1奏者が演奏を休止し、もう一方のみが8音を弾き続ける状態となる。

### 第3の部分
1人で8音を何度か奏した後、奏者はこの音列の中から4音のみを繰り返す状態に移行し、これに第1奏者が再びユニゾンで戻ってくる。

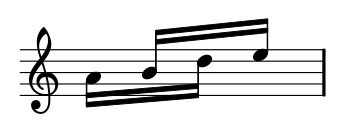
第3の部分の音列

この4音の音列でも1周のフェイズ・シフトを行ってユニゾンに戻り、曲を終える。どの段階においても、曲は休むことなく演奏される。
以上より、音楽は最初の12音の音列をフェイズ・シフティングのプロセスに適用した結果に生じるものに他ならず、プロセス・ミュージック（process music）の楽曲であるということができる。

## 1人の奏者による演奏
2004年にロブ・コバッチ（Rob Kovacs）という大学生が、2台のピアノを並べて1人で同時に奏することにより、この曲の1人の奏者による初の演奏を行った。ライヒ自身もこの先駆的な演奏を聞きにきていた。またPeter Aiduもボールドウィン・ウォーレス大学で単独演奏を行っている。他にはLeszek Możdżerが、この曲を独奏で演奏している。